# Hybridina
Hybridina es un género de foraminífero bentónico considerado un sinónimo posterior de Dentalina de la subfamilia Nodosariinae, de la familia Nodosariidae, de la superfamilia Nodosarioidea, del suborden Lagenina y del orden Lagenida. Su especie-tipo era Hybridina obliqua. Su rango cronoestratigráfico abarcaba el Liásico (Jurásico inferior).

## Clasificación
Hybridina incluye a las siguientes especies:
- Hybridina liasica †
- Hybridina obliqua †